# Tauschia nudicaulis
Tauschia nudicaulis là một loài thực vật có hoa trong họ Hoa tán. Loài này được Schltdl. miêu tả khoa học đầu tiên năm 1835.